# Aqueduto da Amoreira

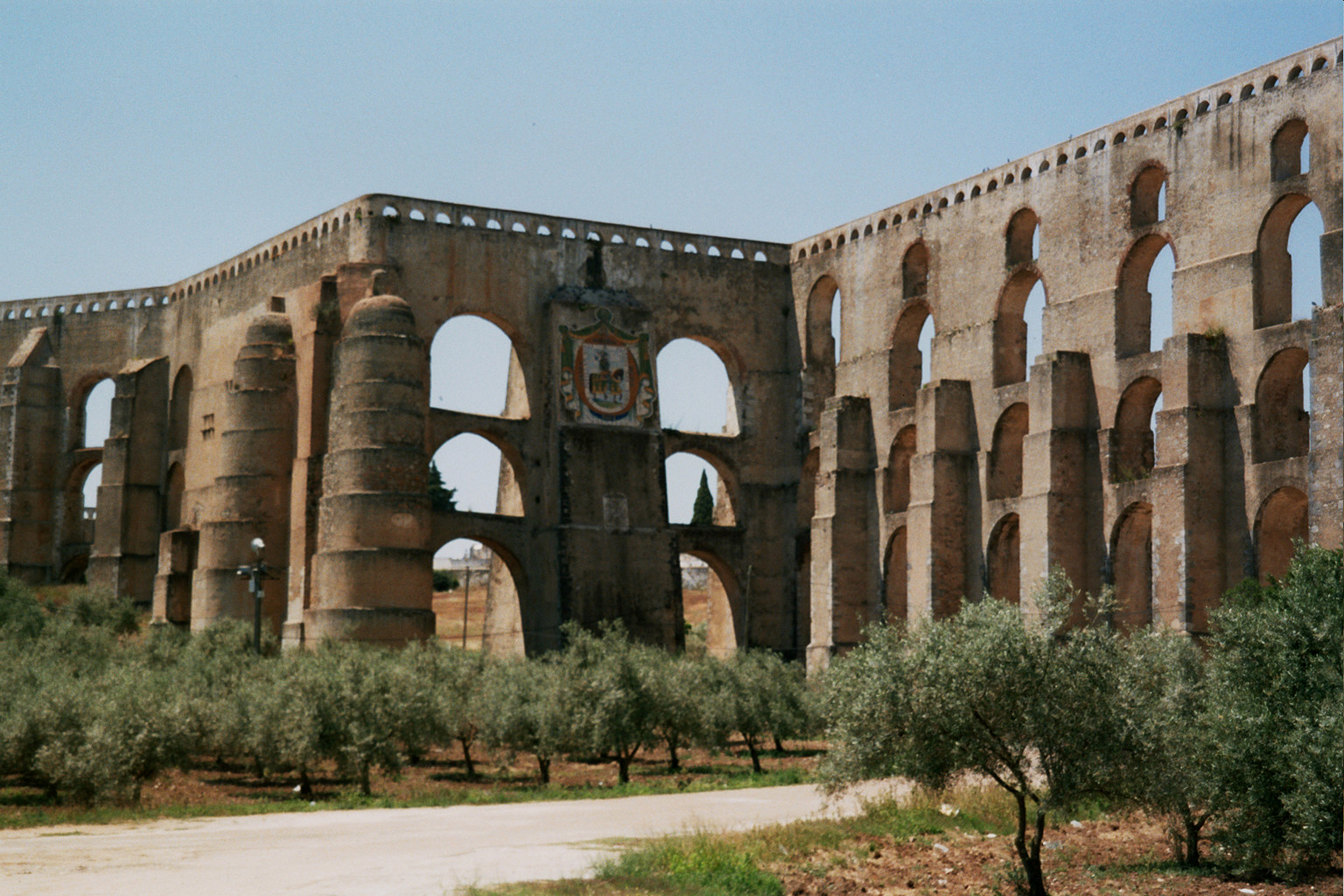
Aqueduto da Amoreira, Elvas.

O Aqueduto da Amoreira localiza-se nas freguesias de Assunção, Ajuda, Salvador e Santo Ildefonso, São Brás e São Lourenço e Caia, São Pedro e Alcáçova, do município de Elvas, distrito de Portalegre, no Alentejo, em Portugal.
Liga o local da Amoreira à cidade de Elvas. Com 8,5 quilómetros de extensão, 843 arcos com mais de cinco arcadas e torres que se elevam a 31 metros de altura, é considerado o maior aqueduto da Península Ibérica.
Encontra-se classificado como Monumento Nacional desde 1910 e integra o sítio denominado Cidade Fronteiriça e de Guarnição de Elvas e as suas Fortificações, classificado pela UNESCO como Património Mundial desde 2012.

## História
Desde a época da ocupação árabe a povoação de Elvas era abastecida pelo poço de Alcalá, situado perto do antigo Paço Episcopal. No entanto, a partir do século XV, devido ao aumento da população, o poço tornou-se insuficiente para abastecer de água a cidade.
No início do reinado de Manuel I de Portugal, este autorizou o lançamento de um imposto, o "Real de Água", para serem executadas obras de conservação no poço medieval. Estas obras não resolveram os problemas de abastecimento existentes, pelo que a edilidade local pensou em construir um aqueduto que trouxesse a água desde os arrabaldes, no local da Amoreira, até ao centro da cidade.
Em 1537 João III de Portugal designou o arquitecto Francisco de Arruda, então mestre das obras do Alentejo e autor do Aqueduto da Água de Prata de Évora, para executar o projecto do novo aqueduto de Elvas. As obras iniciaram-se no mesmo ano, prosseguindo até 1542, data em que a extensão do canal chegava ao Convento de São Francisco. Seguiu-se então a execução da parte mais complexa do projecto, uma vez que depois dos seis quilómetros iniciais já edificados, os arcos do aqueduto iriam aumentar de dimensão. A obra tornava-se cada vez mais onerosa, embora os impostos cobrados aos habitantes da cidade destinados à edificação do aqueduto fossem sendo aumentados ao longo dos anos.
Em 1547 as obras eram suspensas devido à falta de verbas, sendo retomadas somente em 1571. Esta segunda campanha de obras, que terá sido orientada pelo engenheiro Afonso Álvares, prosseguiu até 1580, quando a subida ao trono de Filipe I de Portugal originou uma nova interrupção dos trabalhos.
As obras foram retomadas no início do século XVII, e cerca de 1610 concluiu-se que era necessário alterar o projecto do aqueduto, dando-lhe mais altura, para que fosse possível levar a água até ao Largo da Misericórdia. Esta decisão atrasou ainda mais a conclusão dos trabalhos, devido não só às dificuldades práticas relacionadas com o trabalho de engenharia como também pelo aumento dos custos do projecto. Finalmente, em 1620 correram pelo aqueduto as primeiras águas dentro dos muros da cidade, que iam então desembocar numa fonte provisória construída junto à antiga Igreja da Madalena.
No ano de 1622 estava concluída a Fonte da Misericórdia, de Diogo Marques Lucas, que finalizava o percurso das galerias do aqueduto, tornando-se um dos pontos centrais da cidade.
Durante a Guerra da Restauração a defesa de Elvas, cidade fronteiriça da maior importância estratégica, tornou-se um imperativo, e a localização do aqueduto transformou-se num obstáculo à construção de um novo conjunto de fortificações, pelo que os engenheiros militares puseram a hipótese de derrubar o aqueduto, possibilidade avalizada por João IV de Portugal. A povoação de Elvas opôs-se a esta medida, e o conde de São Lourenço, governador da Praça-forte de Elvas, conseguiu através de uma petição à Coroa que o monarca desistisse da demolição.
Para contornar as dificuldades do abastecimento da cidade durante a guerra foi edificada uma cisterna, desenhada pelo engenheiro Nicolau de Langres, e edificada na década de 1650, segundo um modelo "abobadado e à prova de bomba", que foi ligada ao aqueduto através de um cano subterrâneo.
Já na segunda metade do século XX sofreu a ruina de alguns arcos na zona mais elevada sendo reparados com a utilização das técnicas disponíveis à data.
A Câmara Municipal de Elvas decidiu realizar obras de recuperação e conservação no Aqueduto. Devido à grandiosidade do aqueduto e aos custos, o projeto será feito em várias fases, cada fase diz respeito a vários tramos, estando a obra dividida em 21 tramos. Entre 2020 e 2023 decorreu a primeira fase de recuperação, num total de 270 metros, na parte principal do aqueduto onde está elevado a 31 metros de altura. A primeira fase de recuperação teve um custo de mais de 2 milhões de euros.
Em 2024, a Câmara Municipal de Elvas lançou a concurso a segunda fase de recuperação do Aqueduto. A segunda fase da requalificação do Aqueduto vai realizar-se entre 2025 e 2026 e terá um custo de cerca de 1,5 milhões de euros. 

## Características
O aqueduto, que se estende por uma extensão de cerca de oito quilómetros, comporta um conjunto de diversas galerias, que numa primeira zona são subterrâneas, e ao nível do terreno são formadas por quatro arcadas sobrepostas, apoiadas em pilares quadrangulares e fortalecidas por contrafortes semi-circulares, perfazendo uma altura de trinta e um metros.

## Património Mundial
| Imagem: Cidade Fronteiriça e de Guarnição de Elvas e as suas Fortificações | O Aqueduto da Amoreira faz parte do sítio "Cidade Fronteiriça e de Guarnição de Elvas e as suas Fortificações", Património Mundial da UNESCO. |  |